# Marketplace (album)
Marketplace è un album di Bunny Wailer, pubblicato dalla Solomonic Records nel 1985. Il disco fu registrato al Tuff Gong Studio di Kingston, Giamaica.

## Tracce
Testi e musiche di Bunny Wailer
Lato A
1. Stay with the Reggae – 3:46
2. Jump Jump – 3:51
3. Dance Hall Music – 4:22
4. Cool and Deadly – 3:52
5. Ally Worker – 3:48

Lato B
1. Dance the Night Away – 3:53
2. Electric City – 4:14
3. Tear in Your Eyes – 5:07
4. Home Sweet Home – 3:20
5. Together – 3:15

## Musicisti
- Bunny Wailer - voce, percussioni, arrangiamenti
- Constantine Walker - chitarra
- Keith Sterling - tastiere
- Phillip Pearson - tastiere
- Dean Fraser - strumenti a fiato
- Ronald Nambo Robinson - strumenti a fiato
- Ceeko Chin (Junior Chico Chin) - strumenti a fiato
- Tyrone Downie - armonica
- Robbie Shakespeare - basso
- Sly Dunbar - batteria
- Uziah Sticky Thompson - percussioni
- Light of Love - accompagnamento vocale, cori